# Nowe Zajezierze
Nowe Zajezierze – jezioro na Pojezierzu Drawskim, położone w gminie Łobez, w powiecie łobeskim, w woj. zachodniopomorskim.
Powierzchnia zwierciadła wody według różnych źródeł wynosi od 25,0 ha 26,98 ha. Zwierciadło wody położone jest na wysokości 115,6 m n.p.m..
Nowe Zajezierze w typologii rybackiej jest jeziorem karasiowym. 

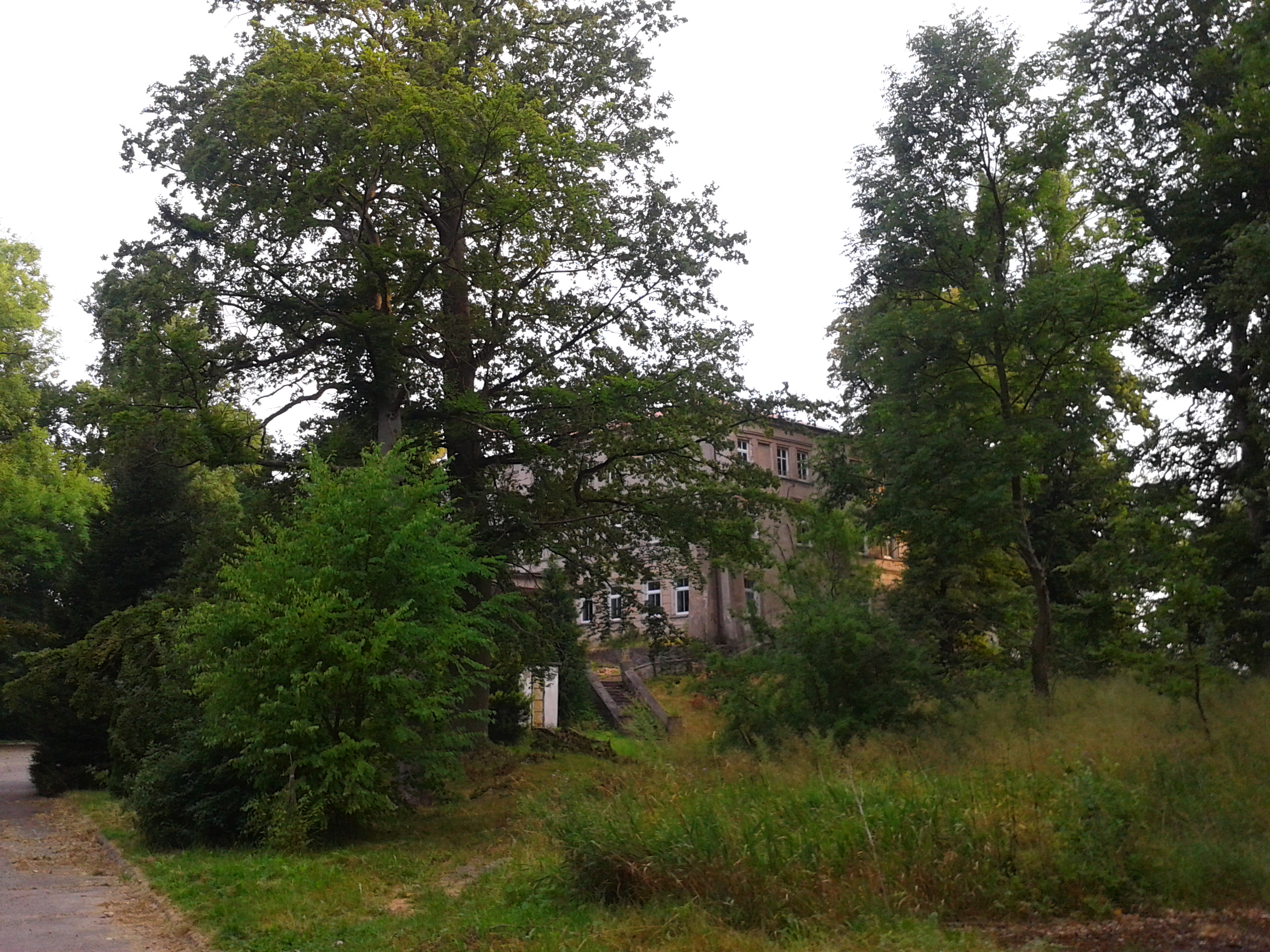
Pałac i park w Zajezierzu widziane od strony jeziora

Jezioro znajduje się w zlewni strugi Łoźnicy.
Nowe Zajezierze posiada nieregularną linią brzegową, wydzielającą cztery zatoki. Nad brzegiem jeziora we wsi Zajezierze zlokalizowany jest zespół pałacowo-parkowy.
Ok. 2,3 km na zachód od brzegu jeziora Redostowo znajduje się jezioro Redostowo.